# Oonopinus bistriatus
Oonopinus bistriatus är en spindelart som beskrevs av Simon 1907. Oonopinus bistriatus ingår i släktet Oonopinus och familjen dansspindlar.
Artens utbredningsområde är Sierra Leone. Inga underarter finns listade i Catalogue of Life.